# نادي لوزان
نادي لوزان لكرة القدم (بالإنجليزية: Football Club Lausanne-Sports)‏ نادي كرة قدم سويسري يلعب في دوري السوبر. تم تأسيس النادي في سنة 1896 .

## البطولات

### دوري السوبر السويسري
- البطل (7 مرات):1912–13, 1931–32, 1934–35, 1935–36, 1943–44, 1950–51, 1964–65
- الوصيف (8 مرات):1946–47, 1954–55, 1961–62, 1962–63, 1968–69, 1969–70, 1989–90, 1999–2000

### دوري التحدي السويسري
- البطل:2010–11

### كأس سويسرا
- البطل (9 مرات):1935, 1939, 1944, 1950, 1962, 1964, 1981, 1998, 1999
- الوصيف (8 مرات): 1937, 1946, 1947, 1957, 1967, 1984, 2000, 2010